# Wurmberg
Wurmberg là một thị xã nằm ở huyện Enz, thuộc bang Baden-Württemberg, Đức.